# Opmars naar de Siegfriedlinie

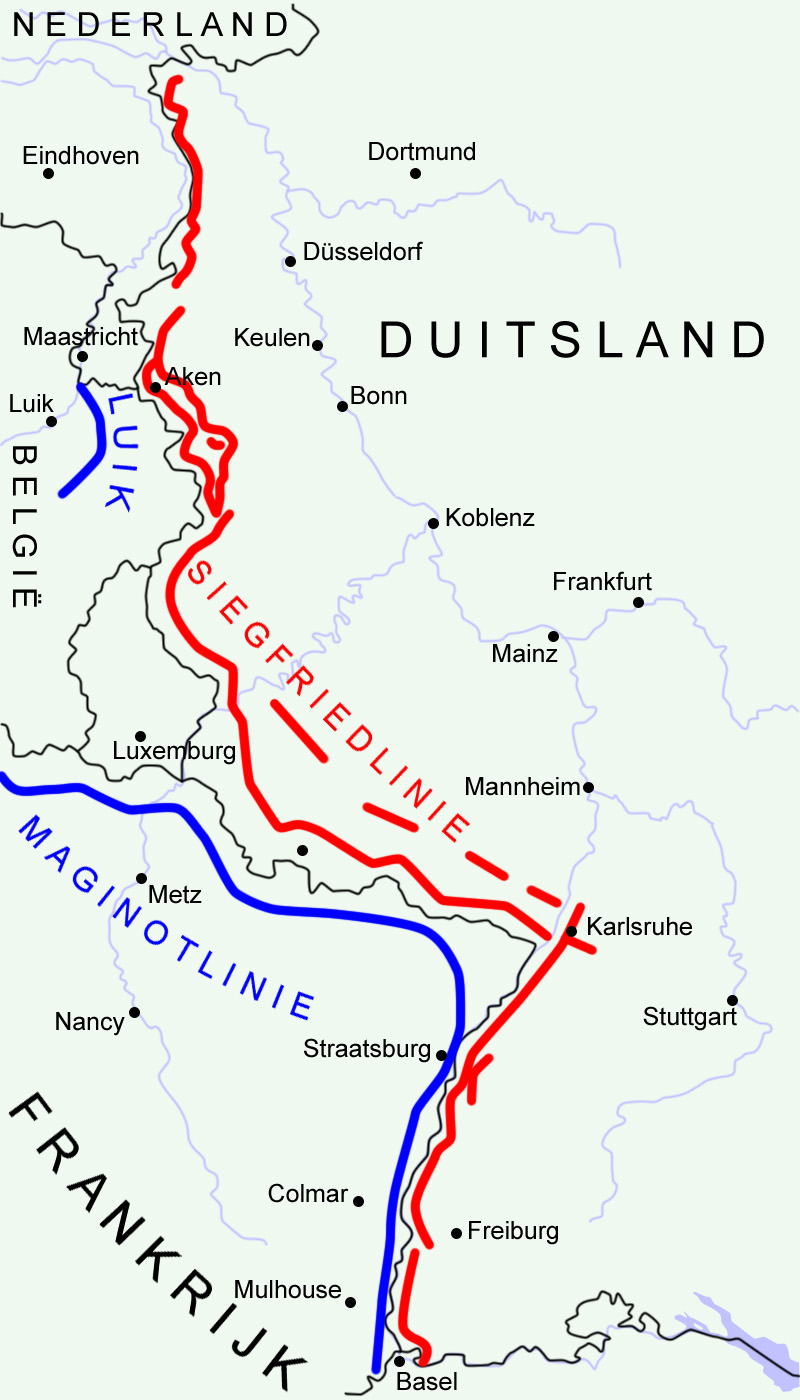
Siegfriedlinie in rood, Maginotlinie in blauw

De opmars naar de Siegfriedlinie was een van de slotfasen in de strijd in het westen tijdens de Tweede Wereldoorlog. Deze fase duurde van 25 augustus 1944, toen de Slag om Normandië was beslist, tot de start van de Slag om de Ardennen (16 december 1944). Ze komt overeen met de eerste fase van de Amerikaanse Rijnlandcampagne. De gehele Siegfriedlinie of Westwall was pas in maart 1945 in handen van de geallieerden.

## Achtergrond
Door de snelle opmars door Frankrijk ontstonden bevoorradingsproblemen bij de geallieerde legers. Hiernaast ontstond er uiteraard discussie in de geallieerde legerleiding over hoe de oorlog tegen nazi-Duitsland het snelst kon worden beslist. Door de snelle opmars werden de aanvoerlijnen naar de Normandische stranden en Cherbourg steeds langer. De geallieerden moesten in oostelijk Frankrijk een pauze inlassen, omdat ze zonder benzine dreigden te geraken. De Duitse verdediging kreeg hierdoor tijd om zich te hergroeperen en van de natuurlijke verdedigingsfaciliteiten als rivieren, bergen en de oude Siegfriedlinie in dit gebied gebruik te maken.

## Geallieerde legersamenstelling
SHAEF - Dwight Eisenhower
- Britse 21e Legergroep - Bernard Montgomery
  - Britse 2e Leger - Miles Dempsey
  - Canadese 1e Leger - Henry Duncan Graham Crerar
- Amerikaanse 12e Legergroep - Omar Bradley
  - Amerikaanse 1e Leger - Courtney Hodges
  - Amerikaanse 3e Leger - George Patton
  - Amerikaanse 9e Leger - William H. Simpson
- Amerikaanse 6e Legergroep - Jacob Devers
  - Amerikaanse 7e Leger - Alexander Patch
  - Franse 1e Leger - Jean de Lattre de Tassigny
- Geallieerde 1e Luchtlandingsleger - Lewis H. Brereton

## Duitse legersamenstelling
De Duitse Wehrmacht in het westen stond onder bevel van maarschalk Gerd von Rundstedt. (details niet bekend)

## De snelle geallieerde opmars
Na Operatie Cobra zetten de geallieerden de achtervolging in van de snel terugtrekkende Duitse troepen. Veel steden en dorpen, waaronder de grote havenstad Antwerpen, werden zonder noemenswaardige tegenstand bevrijd.

## Noordelijke legergroep (21e Legergroep)

### Market Garden
De eerste operatie in de Rijnlandcampagne was Operatie Market Garden, onder bevel van Montgomery. Het doel van deze operatie was de inname van de bruggen over de grote rivieren in Nederland, in het bijzonder Arnhem. Hierdoor zou de Siegfriedlinie omtrokken kunnen worden.
Market Garden bestond uit twee delen:
- Operatie Market was de grootste luchtlandingsoperatie uit de geschiedenis. Drie divisies (twee Amerikaanse en één Britse) en één brigade parachutisten (Polen) dienden de vitale bruggen in te nemen en het opblazen door de Duitsers te verhinderen.
- Operatie Garden was de aanval op de grond door het Britse 30e Legerkorps die het gebied zou bezetten en de para's zou aflossen. Men nam aan dat de Duitsers zich verder zouden terugtrekken, zoals zij dit in geheel Frankrijk hadden gedaan. Men hield weinig rekening met serieuze tegenstand.

Bij succes zou Montgomery zich in een goede positie bevinden om de Slag om de Schelde snel tot een goed einde te brengen. Antwerpen zou als aanvoerhaven gebruikt kunnen worden, terwijl Londen hierna niet meer door V-1 en V-2 raketten bestookt kon worden.
Eisenhower keurde Operatie Market Garden goed. Bij de bevoorrading kreeg de 21e Legergroep prioriteit. Het Amerikaanse 1e Leger voerde beperkte aanvallen uit ten noorden van de Ardennen om Duitse verdedigers uit het aanvalsgebied weg te lokken.
Het begin van de operatie verliep voorspoedig. De Amerikaanse 101e Luchtlandingsdivisie en de Amerikaanse 82e Luchtlandingsdivisie slaagden erin om hun doelen bij Eindhoven, Veghel en Nijmegen in te nemen. Problemen ontstonden bij de Britse 1e Luchtlandingsdivisie. Deze landen ietwat verder van het doel verwijderd dan wenselijk was geweest. In Arnhem werd alleen de noordzijde van de brug bezet.
Er kwam een ernstige tekortkoming aan het licht in de schattingen van de Duitse troepensterkte. Beide operaties stuitten op veel sterker verzet dan eerder was ingeschat. Tot overmaat van ramp verhinderde slecht weer de aanvoer van versterkingen door de lucht en verminderde eveneens op drastische wijze de aanvoer van voorraden.
Operatie Market Garden draaide uit op een mislukking toen men niet in staat bleek de brug bij Arnhem in handen te houden en de Britten zware verliezen leden (de 1e Britse Luchtlandingsdivisie verloor 77% van haar manschappen).

### Strijd om de Scheldemonding
Na de mislukking van Operatie Market Garden kreeg het openen van de haven van Antwerpen de hoogste prioriteit. Deze taak werd toebedeeld aan het Canadese 1e Leger. Na zware strijd werd de haven van Antwerpen op 28 november heropend.

## Centrale Legergroep (12e Legergroep)

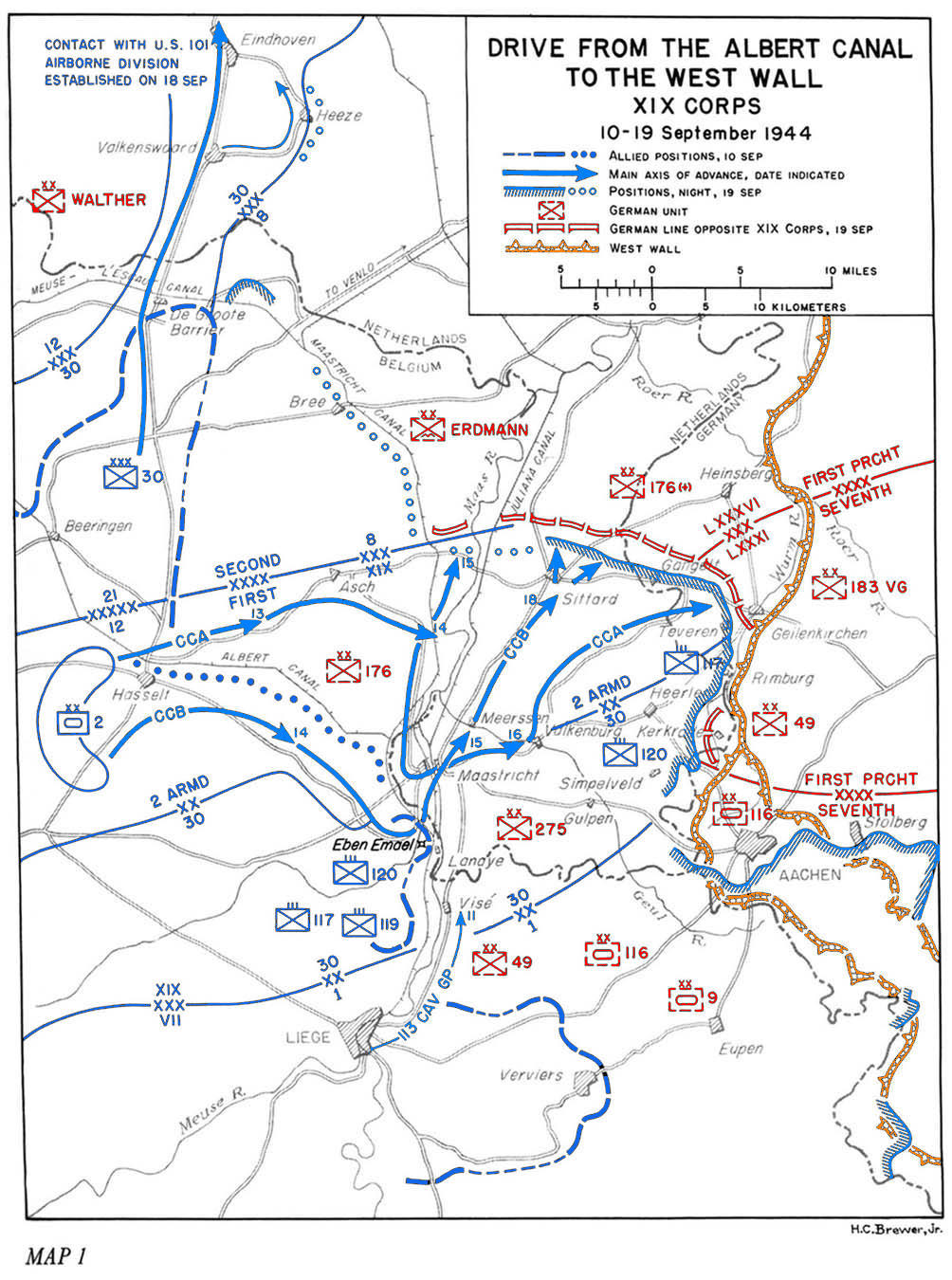
Geallieerde opmars in Limburg 10-19 september 1944

### Luik, Maastricht en Aken
Het Amerikaanse 1e Leger richtte zich op het terugdringen van de Duitsers tot achter de Maas en het Albertkanaal, de bevrijding van de Maassteden en verovering van de stad Aken. Dit moest gebeuren voor men de Siegfriedlinie zelf kon aanpakken. Vanaf oktober 1944 opereerde het Amerikaanse 9e Leger vanuit Maastricht.
Het 1e en het 9e Leger probeerden vervolgens in de Eifel enkele belangrijke stuwdammen in handen te krijgen, om te verhinderen dat hun oprukkende troepen aan de Roer afgesneden zouden worden. Dit leidde tot de Slag om het Hürtgenwald. Vanaf december waren beide legers betrokken bij de Slag om de Ardennen.

### Lotharingen
Eind augustus kreeg het Amerikaanse 3e Leger gebrek aan brandstof door de razendsnelle opmars door Frankrijk en door de voorrang bij de bevoorrading van de noordelijke strijdkrachten voor de bevrijding van Antwerpen. Op 1 september slaagde het 3e Leger er met haar laatste brandstof in om een van de sleutelbruggen over de Maas bij Verdun en Commercy in handen te krijgen. Gedurende de vijf hierop volgende dagen zat het 3e Leger echter vast door gebrek aan brandstof, waardoor de vluchtende Duitse eenheden zich konden hergroeperen en versterkingen in het gebied opbouwen.
Toen het 3e Leger weer in beweging kon komen, voerde het twee aanvallen uit op de door Duitsers bezette steden Metz en Nancy. Na een risicovolle oversteek van de Moezel en een Duitse tegenaanval moest het 3e Leger echter een tweede pauze inlassen. Na Metz rukte het 3e Leger verder op naar de rivier de Saar en begon haar aanval op de Siegfriedlinie.